# Orlando Ortega
Pour les articles homonymes, voir Ortega.
Orlando Ortega Alejo , né le 29 juillet 1991 à Artemisa, est un athlète cubain naturalisé espagnol en 2015, spécialiste du 110 mètres haies.

## Biographie
Il remporte la médaille de bronze du 110 m haies lors des Jeux panaméricains de 2011, à Guadalajara, derrière son compatriote et compagnon d'entraînement Dayron Robles et le Colombien Paulo Villar, dans le temps de 13 s 30.
Le 28 mai 2012, Orlando Ortega bat Dayron Robles lors du meeting du centenaire de l'IAAF, à La Havane, établissant à cette occasion un nouveau record personnel en 13 s 09,. Il se classe sixième des Jeux olympiques de Londres en 13 s 43.
Il améliore d'un centième son record personnel le 1er juin 2013 lors de la Prefontaine Classic d'Eugene en établissant la marque de 13 s 08 (+0,9 m/s). Le 24 juin, Orlando Ortega est suspendu six mois par la Fédération cubaine d'athlétisme « pour cause d'indiscipline grave pendant la tournée en Europe ». Convoqué néanmoins pour les Championnats du monde d'athlétisme 2013 à Moscou, il fait défection de l'equipe cubaine après avoir manqué les demi-finales du 110 m haies. Le 4 juillet 2015 lors du meeting Areva, il bat la meilleure performance mondiale en 12 s 94, en devançant David Oliver 12 s 98 et Sergueï Choubenkov en 13 s 06.
Il établit la meilleure performance mondiale de l'année 2015 sur 110 m haies en juillet 2015 lors du Meeting Areva, en établissant le temps de 12 s 94. Il est naturalisé espagnol le 25 juillet 2015 au même titre que Javier Sotomayor, recordman du monde du saut en hauteur, changement de nationalité sportive qui l'empêche d'être inscrit, malgré son meilleur temps mondial 2015, aux championnats du monde à Pékin.
Désormais espagnol, Ortega réalise un nouveau record d'Espagne sur 60 m haies le 3 février 2016 à Düsseldorf avec une victoire et meilleure performance mondiale de l'année en 7 s 49. Le 22 mai 2016, il est battu d'1 centième au Meeting international Mohammed-VI de Rabat par l'Américain David Oliver, 13 s 13 contre 13 s 12.
Début 2017, Ortega remporte le World Indoor Tour sur 60 m haies, grâce à ses victoires au PSD Bank Meeting de Düsseldorf et à Toruń, et à sa seconde place au meeting de Karlsruhe.
Le 10 août 2018, Orlando Ortega remporte la médaille de bronze des championnats d'Europe de Berlin en 13 s 34, derrière le Français Pascal Martinot-Lagarde (13 s 17) et le Russe Sergueï Choubenkov (13 s 17).
Le 5 juillet 2019, il remporte l'Athletissima de Lausanne en 13 s 05 (+ 1,0 m/s), son meilleur temps depuis 2016.
5e des championnats du monde 2019 à Doha en 13 s 30 à la suite d'une faute du Jamaïcain Omar McLeod contre lui alors qu'il menait la course, Orlando Ortega se voit décerner la médaille de bronze après appel aux côtés du Français Pascal Martinot-Lagarde, 3e en 13 s 18. Il est donc devancé par Grant Holloway et Sergueï Choubenkov, et remporte ainsi sa première médaille en championnat du monde.

## Palmarès
| Date                    | Compétition                        | Lieu                               | Résultat          | Épreuve           | Marque            |
| Représentant Cuba       | Représentant Cuba                  | Représentant Cuba                  | Représentant Cuba | Représentant Cuba | Représentant Cuba |
| ----------------------- | ---------------------------------- | ---------------------------------- | ----------------- | ----------------- | ----------------- |
| 2011                    | Jeux panaméricains                 | Guadalajara                        | 3e                | 110 m haies       | 13 s 30           |
| 2012                    | Jeux olympiques                    | Londres                            | 6e                | 110 m haies       | 13 s 43           |
| 2014                    | Ligue de diamant                   | Ligue de diamant                   | 3e                | 110 m haies       | détails           |
| Représentant l' Espagne |                                    |                                    |                   |                   |                   |
| 2015                    | Ligue de diamant                   | Ligue de diamant                   | 2e                | 110 m haies       | détails           |
| 2016                    | Jeux olympiques                    | Rio de Janeiro                     | 2e                | 110 m haies       | 13 s 17           |
| 2016                    | Ligue de diamant                   | Ligue de diamant                   | 1er               | 110 m haies       | détails           |
| 2017                    | Circuit mondial en salle de l'IAAF | Circuit mondial en salle de l'IAAF | 1er               | 60 m haies        | détails           |
| 2017                    | Championnats d'Europe en salle     | Belgrade                           | 7e                | 60 m haies        | 7 s 64            |
| 2017                    | Championnats d'Europe par équipes  | Lille                              | 1er               | 110 m haies       | 13 s 20           |
| 2017                    | Championnats du monde              | Londres                            | 7e                | 110 m haies       | 13 s 37           |
| 2017                    | Ligue de diamant                   | Ligue de diamant                   | 2e                | 110 m haies       | 13 s 17           |
| 2018                    | Championnats d'Europe              | Berlin                             | 3e                | 110 m haies       | 13 s 34           |
| 2018                    | Ligue de diamant                   | Ligue de diamant                   | 2e                | 110 m haies       | 13 s 10           |
| 2019                    | Circuit mondial en salle de l'IAAF | Circuit mondial en salle de l'IAAF | 2e                | 60 m haies        | détails           |
| 2019                    | Championnats d'Europe en salle     | Glasgow                            | 4e                | 60 m haies        | 7 s 64            |
| 2019                    | Championnats d'Europe par équipes  | Bydgoszcz                          | 1re               | 110 m haies       | 13 s 38           |
| 2019                    | Ligue de diamant                   | Ligue de diamant                   | 1er               | 110 m haies       | 13 s 22           |
| 2019                    | Championnats du monde              | Doha                               | 3e                | 110 m haies       | 13 s 30           |

## Records
| Épreuve     | Temps   | Lieu      | Date            |
| ----------- | ------- | --------- | --------------- |
| 60 m haies  | 7 s 45  | Bydgoszcz | 17 février 2015 |
| 110 m haies | 12 s 94 | Paris     | 4 juillet 2015  |